# Guzmán de Alfarache
Guzmán de Alfarache és una novel·la picaresca escrita per Mateo Alemán i publicada en dues parts: la primera a Madrid el 1599, amb el títol de Primera parte de Guzmán de Alfarache i la segona a Lisboa el 1604, titulada Segunda parte de la vida de Guzmán de Alfarache, atalaya de la vida humana.
L'obra relata les aventures d'un jove bergant des del punt de vista autobiogràfic del mateix personatge una vegada arribat a l'edat madura. Per això l'obra conté a parts iguals aventures picaresques i comentaris d'índole moralitzant a càrrec del narrador adult, que es distancia i fins i tot reprova la seva vida passada. El  Guzmán d'Alfarache , d'aquesta manera, està concebut ja des del pròleg com un extens sermó doctrinal dirigit a una societat pecadora, i va ser rebut com a tal pels seus contemporanis, és, doncs, un híbrid entre una novel·la d'entreteniment i un discurs moral.

## Edicions modernes
Les edicions crítiques més autoritzades són les de:
- Francisco Rico, Barcelona, Planeta, 1987. ISBN 978-84-320-3886-0.
- José María Micó, Madrid, Càtedra, 1987. ISBN 978-84-376-0708-5.

### Edicions digitals
- Primera parte de Guzmán de Alfarache Arxivat 2009-02-12 a Wayback Machine.,, edició en pdf a partir de la de Rosa Navarro Durán,  Novela picaresca, Tomo I  Arxivat 2009-01-26 a Wayback Machine., Madrid, Fundació José Antonio de Castro (Biblioteca Castro), 2004, pàg. 55-346. Enllaç al PDF de la  Primera part . Arxivat 2009-02-20 a Wayback Machine. (226 Kb, només lectura).
- Segona Part de Guzmán de Alfarache  Arxivat 2009-02-12 a Wayback Machine., ed. en pdf a partir de l'ed. cit.  supra , pàg. 347-717. Enllaç al PDF de la  Segona part . Arxivat 2009-02-20 a Wayback Machine. (193 Kb, només lectura).
- Vida y hechos del pícaro Guzmán de Alfarache: atalaya de la vida humana, Amberes, Jerónimo Verdussen, 1681. Edició conjunta de les dues parts il·lustrada amb gravats de Gaspar Bouttats. Reproducció digital realitzada per la Biblioteca Virtual d'Andalusia.OCLC 181678776